# Jožef Slobodnik
Jožef Slobodnik (vzdevek Jožko), slovenski častnik, * 12. avgust 1885, Radovica, † 1. november 1966, Ljubljana. 

## Življenjepis
Jožko Slobodnik se je rodil 12.avgusta 1885 na Radovici pri Metliki kot Jožef Slobodnik, očetu kmetu Juretu Slobodniku in materi gospodinji Mariji rojeni Klauzer. Mati je bila vdova z dvema otrokoma (Ano in Martinom), v zakonu pa se je rodilo še 6 otrok (Jure, Marija, Katarina, Janez, Matija in kot zadnji Jožko). Kmetija je bila revna, otrok je bilo veliko, zato Jožko po osnovni šoli, ki jo je obiskoval v domačem kraju, ni mogel nadaljevati šolanja  na novomeški gimnaziji, kar si je želel. 
Jožko je bil bister, pismen in imel je lepo pisavo. Dokler ga niso vpoklicali v avstro-ogrsko vojsko na odsluženje vojaškega roka, se je preživljal kot pisar na sodišču in pri odvetnikih. 
Poročil se je 2. december 1912 v Celovcu z Gorenjko Marijo Rant. Otrok nista imela. Do svoje smrti je z ženo živel v Ljubljani, kjer je tudi pokopan.

## Vojaška kariera
Ko so ga leta 1914 vpoklicali v avstro-ogrsko vojsko na odsluženje vojaškega roka, je v njej ostal kot administrativni podoficir. Ob izbruhu prve svetovne vojne je bil Jožko star trideset let.  Konec vojne je dočakal v poljsko-topniškem polku št. 128, s katerim se je 1918. leta znašel v Mariboru, kamor se je ob razpadu Avstro-Ogrske monarhije z vseh strani stekala razpuščena vojska, ali kakor je napisal v svojem razglasu – pozivu k mobilizaciji general Rudolf Maister, »valijo se armade vseh narodnosti domov«. 
Ob razpadu  Avstro-Ogrske in nastanku države Slovencev, Hrvatov in Srbov (SHS) in Avstrije med državama ni bila določena meja in sta si predvsem obmejne kraje lastili obe državi. Novonastala Narodna vlada v Ljubljani temu problemu ni namenjala dovolj pozornosti. Občinski svet mesta Maribor, ki so ga sestavljali predvsem predstavniki nemških meščanskih strank, je 30. oktobra 1918 sprejel sklep, da je Maribor del Avstrije. Vendar so se mariborski Nemci bali za svoja življenja in za svoje premoženje, zato so taktično popuščali Slovencem. Bili so prepričani, da bo Maribor ostal nemški. To nemško neodločnost so izkoristili narodnostno zavedni Slovenci, Verstovšek, predsednik Narodnega sveta za Štajersko, Rosina, podpredsednik Narodnega sveta za Štajersko in tudi drugi, ki so pomagali Rudolfu Maistru, da je s soglasjem Narodnega sveta za Štajersko 1. novembra 1918 prevzel vojaško oblast v Mariboru, bil imenovan v čin generala in prevzel poveljevanje vsem enotam na slovenskem Štajerskem. 
Dogodki, ki so jih sprožili pogumni posamezniki z Rudolfom Maistrom na čelu, so vodili do prevrata in do dokončne osvoboditve Maribora in priključitvi spodnje Štajerske, Prekmurja in dela Koroške k nastajajoči državi Slovencev, Hrvatov in Srbov. 
Jožko Slobodnik je bil pomemben akter tega dogajanja.
V prvih dneh novembra 1918 sta bila generalu Maistru v veliko pomoč topničar – ognjičar Jožko Slobodnik, ki je vodil topniška polka, v katerih so ostali le Slovenci na desnem bregu Drave in stotnik Edvard Vaupotič, ki je poveljeval enotam na levem bregu Drave. 
Za zasluge v prevratu 1918. leta je Jožko Slobodnik pridobil čin oficirja. Ob nastanku Kraljevine Srbov, Hrvatov in Slovencev (SHS) so ga sprejeli v jugoslovansko vojsko, v kateri je služboval kot artilerijski podpolkovnik. Ob začetku druge svetovne vojne je bil aprila 1941 ujet in je vojno preživel v taborišču. Po vojni se je vrnil in se ponudil v službo jugoslovanski armadi, kjer je bil potem tudi upokojen kot artilerijski podpolkovnik bivše jugoslovanske vojske. 

## Mnenje generala Rudolfa Maistra o Jožku Slobodniku
Znamenite besede Rudolfa Maistra »Ne priznavam teh točk! Maribor proglašam za jugoslovansko posest in prevzemam v imenu svoje vlade vojaško poveljstvo nad mestom in vsem Spodnjim Štajerskim!« mogoče 1. novembra 1918 ne bi zvenele tako samozavestno, če ne bi imel okrog sebe zbranih veliko število enako mislečih domoljubov, oziroma kakor je sam napisal, »veliko število starejših zavednih slovenskih podčastnikov«. Te besede so  izvzete iz daljšega rokopisa Rudolfa Maistra, citiranega v Spominskem zborniku, ki je v Mariboru izšel leta 1979 ob 60-letnici bojev za severno slovensko mejo. V tem rokopisu z naslovom Tik pred prevratom je Jožko Slobodnik omenjen večkrat in general Maister je o njem pisal samo v najlepši luči. Na strani 19 je med drugim objavil tudi Poročilo ognjičarja Slobodnika.
V ilustracijo, kakšno mnenje je general Rudolf Maister imel o ognjičarju - topničarju Jožku Slobodniku, je naslednji tekst, ki ga lahko preberemo na strani 18 Spominskega zbornika: 
| “ | V topničarski vojašnici (sedanja vojašnica vojvode Putnika) poljsko havbični polk št. 106, brez slovenskih častnikov in poljsko topniški polk štev. 128, častnik – Slovenec, poročnik Tone Vovk. Moštvo skoraj sami Slovenci. Izredna sreča je bila, da je imel ta polk veliko število starejših zavednih slovenskih podčastnikov, ki so z žilavo vztrajnostjo in železno voljo opravljali službo v vojašnici in okoli nje. Glava in srce jim je bil Belokranjec, ognjičar Joško Slobodnik. S krepko samozavestjo je preudarno vodil prve dni po prevratu sam vse službene posle združenih slovenskih ostankov obeh topniških polkov. | ” |

In še naprej na strani 25 Spominskega zbornika: 
| “ | Stotnik Vaupotič je postal valpet Maribora severno od Drave, Slobodnik pa oslobodnik mestnega dela južno od nje. To hitro zavojevanje Maribora se je moglo izvesti samo zato, ker so naši, sicer maloštevilni, zato pa tembolj narodno zavedni in požrtvovalni in junaški prevratni vojaki – dobrovoljci, Vaupotičevi in Slobodnikovi, v skupnem prizadevanju sočasno započeli svojo zgodovinsko domovinsko obrambno dolžnost. Drug brez drugega bi ne uspeli v tem pomembnem delu. Slobodnikovi topničarji so bili s prav majhno izjemo sami Kranjci. | ” |

## Zasluge
V Časopisu za zgodovino in narodopisje, letnik 5, Maribor, 1986, kjer več avtorjev govori o pomenu in zgodovinski vlogi generala Maistra, je na str. 183 Janko Pleterski zapisal:
| “ | »… Ampak mislim, da drži tisto, kar je rekel tov. Jan, da bi ne bilo slabo, če bi imeli 1. novembra 1918 še kakega Maistra. Da se ne bomo narobe razumeli: ne zanikam vlogo tudi drugih v Mariboru, ne samo tistega splošnega ljudskega razpoloženja, ampak osebnosti, ki so tudi bile tedaj aktivne. Gre predvsem za take, kot je bil Jožko Slobodnik. Vendar je očitno, da v neki situaciji najmočnejša iniciativa prevzame drugo in to se je v tem primeru zgodilo. Tako, da je tisti, ki simbolizira to akcijo, osebno Maister.« | ” |

Jožko Slobodnik je bil predvsem velik domoljub, ki je bil za obrambo svoje domovine pripravljen tudi veliko tvegati. Doslej še ni bila dovolj raziskana in ovrednotena njegova vloga v obdobju, ko se je v prelomnih trenutkih ob koncu prve svetovne vojne rojevala država Slovencev, Hrvatov in Srbov, ki se je potem združila s Kraljevino Srbijo in se preimenovala v Kraljevino Srbov, Hrvatov in Slovencev, pozneje pa v Kraljevino Jugoslavijo. Med drugo svetovno vojno je bila avgusta 1945 razglašena nova država Demokratična federativna Jugoslavija kot federacija petih narodov, Slovenci smo bili njen konstitutivni element, ki se je 29. novembra 1945 preimenovala v Federativno ljudsko republiko Jugoslavijo in leta 1963 v dokončno ime Socialistična federativna republika Jugoslavija (SFRJ). Današnja Slovenija je na osnovi plebiscitne odločitve razglasila svojo neodvisnost od SFRJ 25. junija 1991 in jo ubranila z dvotedensko vojno za samostojnost. 
Za Republiko Slovenijo v današnjih mejah pa so temeljni kamen naši državnosti položili general Rudolf Maister- Vojanov in njegovi soborci za severno mejo, ki so se še kako dobro zavedali, da drug brez drugega bi ne uspeli. Zaradi njihovega skupnega cilja je lahko leta 1918 nastala prva slovenska vojska v sodobni zgodovini Slovencev. In če je Rudolf Maister – Vojanov eden največjih Slovencev 20. stoletja, je Jožko Slobodnik, ki je bil leta 1918 zaslužen soustanovitelj prve slovenske vojske v novonastali državi SHS, eden najpomembnejših Belokranjcev 20. stoletja.
Jožko Slobodnik je torej skupaj z Rudolfom Maistrom in še nekaj drugimi domoljubi pomembno prispeval k temu, da je Maribor postal del Države Slovencev, Hrvatov in Srbov in skozi razvoj dogodkov od leta 1918 do 1991 tako postal del naše današnje skupne domovine – države Slovenije.  

## Spominsko obeležje
V spomin na svojega rojaka Jožka Slobodnika je na njegovi rojstni hiši na Radovici pri Metliki 22. novembra 2015 Belokranjsko društvo general Maister odkrilo spominsko ploščo. 